# The Revenge of Fu Manchu
The Revenge of Fu Manchu est un jeu vidéo d'action sorti en 1993 sur Mega Drive. Il a été développé et édité par GameTek.